# Dead Space (відеогра, 2023)
Dead Space — відеогра в жанрі survival horror, розроблена Motive Studio і видана Electronic Arts. Вона є ремейком однойменної відеогри 2008 року, розробленої EA Redwood Shores для PlayStation 3, Windows та Xbox 360. Сюжет розгортається у 2508 році на космічному кораблі «Ішимура» й оповідає про інженера Айзека Кларка, який протистоїть химерним створінням некроморфам і має врятуватися. Гравець керує персонажем від третьої особи та використовує різноманітну зброю, як-от плазмовий різак і вогнемет, щоби протистояти ворогам.
Розробкою керували креативний директор Роман Кампос-Оріола та ігровий директор Ерік Баптизат, які замінили оригінальних співдиректорів Майкла Кондрі й Брета Роббінса. Motive розширила сюжетну історію, додавши до неї елементи з іншої продукції серії; оновила ігровий процес, включно з управлінням та деякими механіками; та модернізувала візуальну складову. Ґаннер Райт виконав озвучування Айзека, повторивши свою роль із другої та третьої частин Dead Space, а композитор Тревор Ґурекіс написав новий музичний супровід. Motive використала ігровий рушій Frostbite для розробки проєкту та імплементувала такі технології, як трасування променів і об'ємний звук.
Dead Space була випущена для Windows, PlayStation 5 та Xbox Series X/S у січні 2023 року. Вона отримала загалом схвальні відгуки критиків, які похвалили оновлене візуальне оформлення, ігровий процес та звуковий дизайн, а також розширення наративних елементів і повноцінне озвучування Айзека; деякі оглядачі зазначили наявність незначних технічних проблем. Гра здобула кілька номінацій, включно з Golden Joystick Awards та The Game Awards, а також потрапила до списків найкращих ігор 2023 року від численних видань.

## Ігровий процес

Dead Space (ліворуч) є ремейком однойменної гри (праворуч) з оновленим ігровим процесом, а також покращеними моделями персонажів та візуальним оформленням.

Dead Space є ремейком однойменної відеогри 2008 року в жанрі survival horror, що має перспективу від третьої особи. У кінематографічному плані, ігровий процес відбувається як один послідовний дубль без різких монтажних переходів або екранів завантаження. Гравець керує інженером Айзеком Кларком на космічному кораблі «Ішимура» і б'ється з некроморфами — химерними створіннями, які, залежно від типу, мають здатність до регенерації або породжування інших некроморфів. Гравець використовує різноманітну зброю, як-от плазмовий різак, вогнемет тощо, щоби протистояти ворогам.
Ремейк має оновлений ігровий процес, включно з головоломками та управлінням в умовах нульової гравітації. Система поліпшення зброї, як і сама зброя, також зазнала змін, а отримання нових видів озброєння можливо в процесі виконання завдань. Принцип дії пристрою «Кінезис» для маніпуляції предметами в повітрі був зроблений на зразок Dead Space 2 (2011), тоді як мапа перероблена з тривимірної на двовимірну. У ремейку Айзек має рівень доступу, який підвищується в міру проходження. Це дозволяє отримати доступ до побічних квестів, схованок та певних кімнат у пройдених локаціях, що додало в ігровий процес елементи «метроїдванії». Гравець може використовувати транзитну систему «Ішимури» для швидкого переміщення між пройденими локаціями.
Dead Space передбачає кілька рівнів складності, а також опції спеціальних можливостей, як-от аудіодискрипція меню, режим колірної сліпоти, допомога в прицілюванні тощо. Під час проходження «Нової гри плюс» гравець може розблокувати альтернативне закінчення, збираючи «Фрагменти обеліска» в певних місцях.

## Синопсис
Dead Space відбувається у 2508 році, коли людство поширилося всесвітом після майже повного вимирання на Землі через брак ресурсів. На планеті Егіда-7, де космічний корабель «Ішимура» проводить незаконну операцію з видобутку ресурсів, тамтешня колонія знаходить «Червоний обеліск» — копію оригінального інопланетного обеліска, виявленого на Землі. Спроби зробити з обеліска зброю призвели до появи вірусоподібного організму, який заражає трупи та перетворює їх на істот, відомих як некроморфи. Після виявлення обеліска колоністи, а потім і члени «Ішимури», починають страждати від галюцинацій, що, зрештою, призводить до важких психічних захворювань, кульмінацією яких стала поява некроморфів. На той час, коли прибуває корабель обслуговування «Келліон», уся колонія Егіди-7 та більшість членів екіпажу «Ішимури» загинули або стали некроморфами. Протагоніст Айзек Кларк, який є інженером, подорожує на «Келліоні», щоб дізнатися про долю своєї дівчини Ніколь Бреннан, старшого лікаря на «Ішимурі».

## Розробка
Dead Space була розроблена Motive Studio, яка є дочірнім підприємством компанії Electronic Arts (EA). Проєкт розроблявся під керівництвом креативного директора Романа Кампоса-Оріоли та ігрового директора Еріка Баптизата; обидва раніше працювали в Ubisoft, зокрема над For Honor (2017) і Assassin's Creed Valhalla (2020) відповідно. Художній директор Майк Язиджан у минулому працював в EA Montreal, а також обіймав ту саму посаду під час розробки Dead Space 2. Технічний директор Девід Робіллард до цього працював в Ubisoft Montréal над такими проєктами, як Far Cry 4 (2014) та Far Cry Primal (2016), а Діно Іґнасіо, дизайнер інтерфейсу оригінальної трилогії, був консультантом ремейку. Джоанна Беррі та Тревіс Ґурекіс працювали над оновленням сценарію і музичного супроводу відповідно. Ґаннер Райт, який озвучив Айзека Кларка в Dead Space 2 та Dead Space 3 (2013), і Таня Кларк, яка озвучила Ніколь Бреннан в Dead Space 2, знову повторили свої ролі. Ентоні Алабі, Бріжіт Калі Каналес і Фаран Тахір зобразили Зака Гаммонда, Кендру Деніелс та Чаллуса Мерсера відповідно.
Студія почала працювати над ремейком після його схвалення EA на тлі успіху однокористувацької гри Star Wars Jedi: Fallen Order (2019) від Respawn Entertainment, іншої дочірньої студії EA, а також ремейків Resident Evil 2 (2019) та Resident Evil 3 (2020) від Capcom. Одним з основних принципів виробництва ремейка було вшанування оригінальної гри та водночас надання їй актуальності відповідно до сучасних ігрових стандартів, щоб створити більш цілковитий ігровий досвід, використовуючи еволюцію франшизи та індустрії загалом:08:29. Motive мала «суворий» процес ухвалення рішень стосовно змін, тоді як чимало з цих змін, задуманих ще на початку розробки, не було реалізовано у кінцевому підсумку. Час від часу розробники контактували з групою шанувальників серій, яким був наданий доступ до усіх аспектів розробки, щоб отримати відгуки стосовно доречності певних змін. Крім того, Motive брала до уваги відгуки, які отримувала під час проведення онлайн-трансляцій, висвітлюючи різні аспекти розробки. Виробничій процес розпочався у вересні 2020 року і тривав до грудня 2022-го.

### Наратив
Директор з реалізації Джоел Макміллан заявив, що одним з ключових завдань розробників було оновлення наративу для сучасної аудиторії, включно з деякими застарілими кліше, але до певної міри. Motive залишила наративну структуру та сюжет незмінними, адже не бажала «змінювати речі задля самого змінення або щоби просто зробити їх по-іншому». Водночас студія розширила історію через запозичення елементів з інших частин серії та пов'язаної продукції, як-от комікси та анімаційні фільми.
Команда написала репліки для Айзека, який не мав жодних в оригінальній грі; розробники зауважили, що хоча персонаж розмовляє під час діалогів та коментує певні ситуації, загалом вони залишили його мовчазним. Студія дійшла висновку, що озвучування дасть змогу краще висвітлити протагоніста, посиливши його вагомість та залученість у навколишні події, а також зробить «повноцінною людиною з емоціями та думками». Motive проаналізувала трилогію, зокрема Dead Space 2, щоб надати діалогам Айзека більшої автентичності. Крім того, розробники бачили ремейк як унікальну можливість розвинути другорядних персонажів, щоб зробити їхню загибель більш резонансною. Деякі персонажі, які в оригінальній грі були присутні лише в звукових повідомленнях, отримали візуальну появу через побічні квести. За словами Беррі, процес написання Мерсера був складним через напрямок, який вони обрали для нього, що призвело до того, що їй довелося переписувати його репліки п'ять разів.

### Ігровий процес та технології
Розробники оновили управління та деякі механіки ігрового процесу, і додали нові кути огляду для камери в деяких моментах. Прагнучи створити унікальний досвід для кожного гравця, студія розробила «Директора інтенсивності» (англ. Intensity Director) — систему, яка відповідає за створення випадкових подій під час проходження, як-от раптова поява ворогів, а також звукові та візуальні ефекти; згідно з Баптизатом, таких подій у грі налічується понад 1200. У ремейку є більш ніж тисячі рухомих об'єктів оточення, з якими гравець може взаємодіяти та які реагують на навколишні дії. Команда розмірковувала над видаленням опції паузи, щоб таким чином зробити ігровий процес «набагато ефектнішим — [гравці] ніколи не відчували б себе у безпеці», але зрештою відмовилася від цієї ідеї. Крім того, студія тестувала механіку обертання персонажа на 180 градусів, але вирішила не використовувати її, оскільки вважала, що вона негативно впливатиме на ігровий процес.
Розробники імплементували в ремейку систему розчленування, яка показує шари плоті в некроморфів. При її створенні вони орієнтувалися як на кінопродукцію, так і фотографії та відеозаписи з місць злочинів і аварій. Ідея системи полягала в тому, щоб гравець ясніше бачив шкоду, завдану при стрільбі по кінцівкам некроморфів, крім звичайних візуальних ефектів. Спершу система була більш деталізованою, але розробники вирішили вибрати компромісний варіант без надмірної складності. Команда створила кілька концептуальних ескізів стандартного костюма Айзека, які Язиджан описав як науково-фантастичніші та футуристичніші за оригінальний костюм, але обрала «низькотехнологічну» версію, що більше нагадувала оригінальний дизайн. Для моделювання й текстурування персонажів було використано програми ZBrush і Substance Painter відповідно.
Візуальна складова, включно з 3D-моделями й текстурами, була оновлена з використанням фізично коректного рендерингу для створення реалістичнішого оформлення. Motive також переробила систему частинок і додала об'ємне освітлення. Процес оновлення оточення мав шість етапів, серед яких аналіз оригінальної гри, створення початкової версії рівнів, додання деталізації, оновлення об'єктів до реалістичнішого вигляду, додання наративних елементів до оточення і проведення фінальних доопрацювань:11:36. Студія удосконалила дизайн рівнів, зробивши його «фізично правдоподібним» та повністю зв'язаним, і виправила аспекти оригінального дизайну, які вважала нелогічними, як-от медичний центр, що дублювався на різних мапах у кількох сюжетних розділах. Крім того, Motive додала певні локації, що з'являлися в іншій продукції серії, і використала деякий контент, вилучений з оригіналу через технічні обмеження або інші причини.
Студія створила ремейк на основі ігрового рушія Frostbite, який вже використовувала під час роботи над Star Wars Battlefront II (2017) та Star Wars: Squadrons (2020). Команда скористалася перевагами SSD на консолях дев'ятого покоління, щоб надати грі «безшовний [вигляд із] безперервною послідовністю кадрів» без екранів завантаження. За словами Робілларда, подібні «безшовні» простори не були передбачені можливостями Frostbite, тому студія залучила багатьох розробників для реалізації цієї технології. Крім того, Motive додала підтримку трасування променів, об'ємного звуку і технологій масштабування зображення DLSS 2 від Nvidia та FSR 2 від AMD. Студія також використала технологію затінення зі змінною швидкістю (англ. variable rate shading) для збільшення продуктивності, проте її імплементація була розкритикована після випуску, тому пізніше розробники створили опцію для вимкнення затінення у версії для Windows, тоді як у версіях для консолей технологія була повністю прибрана. Ремейк використовує особливості контролера DualSense, як-от адаптивні гачки та оновлений тактильний зв'язок.

### Звук
Команда поступово досліджувала звучання в оригінальній грі, після чого виокремлювала ті елементи, які хотіла посилити або модифікувати:05:38:26:02. Розробники бажали вдосконалити звукові ефекти, використовуючи реалістичніший підхід, що ґрунтувався на фізиці, приділяючи увагу реверберації звуків і прагнучи в такий спосіб зробити проходження імерсивнішим:16:14. Студія створила систему A.L.I.V.E., що відповідає за звучання дихання, серцебиття та діалогів Айзека, а також вплив різних ситуацій на ці аспекти, як-от біг чи поранення:28:00. Звуковий рушій в ремейку має спеціальну чотирирівневу систему, що відповідає за інтенсивність музики в різні моменти проходження.
Motive запросила Тревора Ґурекіса для створення оновленого саундтреку, ґрунтуючись на його роботі над телесеріалом «Дім з прислугою» (2019—2023); ремейк став його першим ігровим проєктом. Робота Ґурекіса над музикою почалася у квітні 2021 року й закінчилася приблизно у вересні 2022-го. Ґурекіс хотів досягти естетичного поєднання нового звучання з оригінальним і надати більше виразних відтінків до емоційних моментів. Також він прагнув створити музичний супровід у такий спосіб, щоб його динаміка зростала в міру проходження і погіршення психологічного стану Айзека; це було задумано командою зі звукового дизайну під керівництвом Олівера Асселіна і Джеймса Воллеса, яка здійснила імплементацію всього музичного супроводу в ремейк. Після обмірковування ідей і створення демозаписів, Ґурекіс аранжував та записував матеріал, а потім компонував отримані записи для команди Асселіна і Воллеса. Композитор проводив наради з командою Motive щотижня або через кожні два тижні, щоб обговорити проєкт.
Студія надсилала Ґурекісу чорновий матеріал із захопленням руху та розкадруваннями, щоб дати йому уявлення стосовно загального тону та напрямку тієї чи іншої сцени. Проте, він не завжди мав доступ до таких матеріалів, тож інколи писав композиції, переглядаючи частини відеопроходжень Dead Space на YouTube, що відповідали атмосфері та настрою, які він хотів висловити в музиці. Спочатку Ґурекіс був сфокусований на створенні нових звукових текстур і тем для наративних аспектів, які розробники мали намір розширити, як-от сюжетні лінії та побічні квести. Згодом його внесок зріс через написання музики до більших сцен, включно з катсценами та боями з босами. Крім того, Ґурекіс написав теми, які були використані як повторюваний супровід у певних моментах для створення відчуття послідовності та звичності. Для передачі внутрішнього стану Айзека і його «подорожі в пекло», композитор використовував такі елементи, як близько записані скрипки, стуки по корпусу віолончелі та «нетрадиційні способи» застосування смичка. Він також записав дві акапельні версії колискової пісні «Twinkle, Twinkle, Little Star» — із жіночим хором і сольним вокальним виконанням; у грі було використано другу версію.
Ґурекіс провів три сесії звукозапису з оркестром із 70—80 музикантів і хором у нешвілльській студії «Ocean Way», перша з яких була проведена в листопаді 2021 року. Він також записувався у своїй особистій студії в Брукліні, і окрім скрипки та віолончелі грав на фортепіано й перкусії. Композитор надихався Кшиштофом Пендерецьким щодо техніки виконання оркестром композицій для створення «шокувальних, моторошних й потойбічних звуків». Крім того, він був натхненний Вітольдом Лютославським і Дьордем Лігеті, а також саундтреками Джеррі Ґолдсміта і Джеймса Горнера до фільмів «Чужий» (1979) та «Чужі» (1986) відповідно. Іноді Ґурекіс використовував синтезатори в поєднанні з оркестром, і скористався методом гранульного синтезу під час редагування певних оркестрових сегментів. Крім цього, він використовував багато інших електронних інструментів, зокрема, для створення ембієнтного супроводу. Композитор часто залучав хор, щоб найкраще передати сутність та настрій оригінального саундтреку Джейсона Ґрейвса, який використано в деяких ключових сюжетних моментах.

## Маркетинг й випуск
Dead Space була анонсована 22 липня 2021 року під час презентації EA Play Live, де було показано тизер-трейлер; інформація щодо проєкту вперше з'явилася раніше в червні, коли кілька ігрових видань повідомили деякі його деталі. У серпні студія представила ранні кадри ігрового процесу та дизайну рівнів під час трансляції на Twitch. Навесні 2022 року розробники провели чергові трансляції та продемонстрували нові кадри ігрового процесу, а також роботу над оновленням звуку і графіки. У жовтні було випущено офіційний трейлер ігрового процесу. 15 грудня студія повідомила, що ремейк відправлено в тиражування. 11 січня 2023 року було представлено фінальний трейлер. Dead Space була випущена 27 січня для PlayStation 5, Windows та Xbox Series X/S. Того ж дня музичний лейбл Lakeshore Records випустив саундтрек. Гра отримала спеціальне видання, яке надає доступ до кілька косметичних предметів, і фізичне колекційне видання від дистриб'ютора Limited Run Games, що містить копію шолома Айзека, диск із саундтреком та деякі інші предмети. Передзамовлення гри у сервісі Steam надавало доступ до цифрової копії Dead Space 2.

## Сприйняття

### Оцінки й відгуки
| Агрегатор  | Платформа | Оцінка |
| ---------- | --------- | ------ |
| Metacritic |           |        |
| PS5        | 89/100    |        |
| Win        | 87/100    |        |
| XSXS       | 89/100    |        |
| OpenCritic |           |        |
| Н/Д        | 97 %      |        |

| Видання                   | Платформа | Оцінка |
| ------------------------- | --------- | ------ |
| Destructoid               |           |        |
| PS5                       | 8.5/10    |        |
| Digital Trends            |           |        |
| PS5                       | 4/5       |        |
| Electronic Gaming Monthly |           |        |
| PS5                       | 5/5       |        |
| Game Informer             |           |        |
| PS5                       | 9/10      |        |
| Game Revolution           |           |        |
| PS5                       | 8/10      |        |
| GameSpot                  |           |        |
| Win                       | 9/10      |        |
| GamesRadar+               |           |        |
| PS5                       | 4.5/5     |        |
| IGN                       |           |        |
| Win                       | 9/10      |        |
| PC Gamer (США)            |           |        |
| Win                       | 84/100    |        |
| Push Square               |           |        |
| PS5                       | 8/10      |        |
| The Telegraph             |           |        |
| XSXS                      | 4/5       |        |
| The Guardian              |           |        |
| PS5                       | 4/5       |        |
| VentureBeat               |           |        |
| PS5                       | 5/5       |        |
| Video Games Chronicle     |           |        |
| XSXS                      | 4/5       |        |
| VG247                     |           |        |
| PS5                       | 5/5       |        |

| Видання | Платформа | Оцінка |
| ------- | --------- | ------ |
| ITC     |           |        |
| Н/Д     | 4.5/5     |        |

Dead Space отримала «загалом схвальні» відгуки за даними агрегатора рецензій Metacritic. Агрегатор OpenCritic позначив 97 % оглядів як такі, що рекомендують гру. Гра була високо оцінена за візуальне оформлення, оновлений ігровий процес та звуковий дизайн, а також розширення наративних елементів і озвучування Айзека.
На думку більшості оглядачів, розробникам вдалося досягти успіху в створенні якісного ремейку. Трістан Оґілві з IGN, як і кілька інших критиків, назвав ремейк «остаточною» (англ. definitive) версією оригінальної гри, а Метт Перслоу, також з IGN, порівняв ремейк із «режисерською версією, повністю перезнятою на новому знімальному майданчику». Проте, Річард Вейклінґ з GameSpot, як і Джованні Колантоніо з Digital Trends, висловив деякі сумніви щодо необхідності ремейку, і написав, що той не досяг такої ж «трансформаційної [та] грандіозної» позначки, як ремейк Resident Evil 2. Колантоніо, який порівняв гру з кіноремейком Міхаеля Ганеке «Кумедні ігри» (2007), написав, що ремейк Dead Space не відчувається «істотно іншим. На емоційному рівні це було схоже на стандартне повторне проходження». Шон Мартін із PC Gamer висловив розчарування в тому, що замість створення продовження EA обрала ремейк, який, на його думку, більше схожий на нову гру з усіма поліпшеннями, ідеями та механіками. Глен Скофілд, один із творців оригінальної гри, висловив подяку Motive за її «сумлінний» ремейк.
Ерік Ван Аллен із Destructoid вважав, що Motive загалом успішно відтворила напругу оригінальної гри, водночас підкресливши її найкращі сторони та виправивши старі недоробки. Моллі Паттерсон з Electronic Gaming Monthly (EGM) зазначила, що Motive спромоглася досягти практично ідеального балансу між відтворенням та покращенням оригінальних елементів: «Кожна зміна, з якою я стикалася, здавалося, була зроблена для того, щоб зробити оригінальну гру кращою, а не спрощеною або якимось чином здешевити». Маркус Стюарт з Game Informer написав, що цим ремейком студія вивела гру «за межі первісної розкоші», і належним чином покращила старі елементи: «Нові відтінки тільки додали задоволення [до проходження], а не зменшили його». Джо Доннеллі з GamesRadar+ зазначив, що гра має «нові рівні глибини», написавши: «Неймовірно, що [ремейк] майстерно нагадує оригінал 2008 року, водночас пропонуючи щось зовсім нове». Оґілві з IGN написав, що Motive успішно «вдихнула нове життя» в гру й ретельно збалансувала нововведення та оновлення, тоді як Дін Такахасі з Venture Beat назвав ремейк «набагато приємнішим» за оригінальну гру, зазначивши, що «невеликі поліпшення перетворилися на гігантський стрибок уперед».
Аді Робертсон із The Verge написала, що ремейк виглядає «чистим і гарним», порівнявши його з деякими високобюджетними іграми, а Том Гоґґінс із The Telegraph зазначив, що попри те, що ремейк не виглядає настільки ж значним, як ремейк Resident Evil 2, той є «бездоганним». Гоґґінс написав, що студія зуміла зберегти оригінальну атмосферу гри та внести деякі нововведення, які додали «значущості та свободи дій» без якихось фундаментальних змін. Майкл Маквертор із Polygon навпаки порівняв гру з ремейками серії Resident Evil і, як і Мартін із PC Gamer, вважав, що ремейк є обнадійливим фундаментом для потенційних майбутніх частин франшизи. Артем Лисайчук з ITC зазначив, що розробники позбавили Dead Space недоліків і надати нових якостей, що зробило гру одним із найкращих ремейків сучасності й «відроджує надію у світле майбутнє серії». Рік Лейн із The Guardian написав, що ремейк «поєднує в собі напружений темп і потужний імпульс оригіналу, що робить його тільки кращим», а Кріс Скалліон із Video Games Chronicle (VGC) зазначив, що Motive загалом спромоглася зберегти всі якості оригінальної гри, поєднавши їх із сучасними елементами. Водночас Едвін Еванс-Терлуелл із Eurogamer заявив, що ключові аспекти ремейку залишають бажати кращого, а Ешлі Бардан із Kotaku висловила думку, що розробникам не вдалося передати характерні особливості оригінальної гри.
Колантоніо з Digital Trends похвалив розширення наративних елементів, заявивши, що Motive ефективно реалізувала цей аспект, посиливши оригінальну історію, і додав, що це дозволило студії «поставити свою мітку на Dead Space». Оґілві з IGN зазначив, що наратив був «розумно й тонко вдосконалений», що, на його думку, дозволило набагато глибше зрозуміти психологічний та емоційний стан Айзека. Стюарт із Game Informer і Робертсон із The Verge похвалили розширення передісторій другорядних персонажів, однак Робертсон заявила, що ближче до закінчення гра стає слабшою і здається «або поспішною, або обмеженою оригінальним сценарієм». Скалліон із VGC похвалив діалоги, які він назвав природнішими, ніж в оригінальній грі, але Патрік Клепек із Vice зауважив, що розробники могли б внести значніші зміни до персонажів і діалогів. Мартін із PC Gamer написав, що розширення наративу краще вписують гру у всесвіт Dead Space, із чим не погодився Еванс-Терлуелл із Eurogamer, який заявив, що інтеграція наративних елементів з іншої продукції франшизи негативно вплинула на оригінальну концепцію та зменшила її загальний вплив. Такахасі з Venture Beat висловив негативну думку щодо «скримерів» (англ. jump scares) та повідомлень, написаних «у калюжах крові», назвавши їх «дешевими моментами».
Мак Ешворт із Game Revolution похвалив акторів, які створили «правдоподібні взаємодії [між персонажами], у яких відчувався їхній відчай». Маквертор із Polygon також схвально відгукнувся щодо акторського виконання і зазначив, що озвучування Айзека, разом з оновленими текстовими та звуковими повідомленнями, а також органічніше введення тематичних елементів трилогії, пов'язаних із релігійним фанатизмом та інопланетними артефактами, надали сюжету велику елегантність і свіжість. На думку Ван Аллена із Destructoid, озвучування Айзека дозволило створити «драматичні коливання». Такахасі з Venture Beat написав, що озвучування протагоніста є найкращим оновленням гри й загалом покращило якість наративу, а Оґілві з IGN і Мартін із PC Gamer зазначили, що це зробило Айзека впливовішою фігурою. Стюарт із Game Informer, як і Оґілві та Мартін, вважав, що озвучування зробило Айзека правдоподібнішим і найкращим чином вплинуло на сюжет. Водночас Стюарт розкритикував озвучування деяких інших персонажів, особливо Гаммонда у виконанні Ентоні Алабі, висловивши думку, що їхні діалоги звучать так, начебто були записані наприкінці 2000-х років. Еванс-Терлуелл із Eurogamer і Бардан із Kotaku критично відгукнулися щодо озвучування Айзека, тоді як Еванс-Терлуелл заявив, що такий підхід не найкращим чином позначився на сприйнятті протагоніста: «Дії персонажа більше не говорять голосніше слів, і я думаю, що це симптом ремейку Dead Space загалом».

Більшість оглядачів високо оцінили покращення оригінального візуального оформлення (зверху) для ремейку (знизу).

Маквертор із Polygon заявив, що перероблене управління в умовах невагомості створило більш напружені ситуації в боях із босами, тоді як Ван Аллен із Destructoid зазначив, що управління хоч і стало «плавнішим та мобільним», але здалося йому дещо незручним. Вейклінґ із GameSpot похвалив бойову механіку, яку назвав податливішою, і нову систему розчленування, що посилила враження від боїв. Стюарт із Game Informer також похвалив цю систему, включно з побічними квестами, які назвав «невеликим, але смачним гарніром» під час проходження. З ним погодився Мартін із PC Gamer, який, подібно до Робертсон із The Verge, відзначив додаткові режими стрільби. Лисайчук з ITC похвалив відкритість локацій і режим «Нова гра плюс» відповідно. Скалліон із VGC погодився з Лисайчуком, але розкритикував повторюваність деяких дій, що здалося йому спробою штучно збільшити тривалість проходження. Колантоніо з Digital Trends високо оцінив систему випадкових подій, назвавши її «видатною», тоді як Клепек із Vice похвалив оновлення карти та транзитної системи. Ліам Крофт із Push Square позитивно оцінив покращену зброю, а також брак екранів завантаження, що, на думку Ешворта із Game Revolution, підтримує високу напругу в процесі проходження. Ешворт також відзначив опції спеціальних можливостей, на відміну від Колантоніо, який вважав їх обмеженими в порівнянні із The Last of Us Part I. Келсі Рейнор із VG247 написала, що це негативно позначилося на відчутті занурення в ігровий процес у другій половині гри. Такахасі з Venture Beat висловив деяке невдоволення системою пропусків, як і Доннеллі з GamesRadar+, і вказав на недостатню ефективність початкової зброї та незбалансованість рівнів складності, зазначивши гостру нестачу ресурсів на середньому рівні.
Вейклінґ із GameSpot похвалив візуальне оформлення, назвавши його «феноменальним», тоді як Роб Закні з Vice підкреслив, що завдяки графічним поліпшенням відвідування кожної нової локації стало для нього пам'ятною подією. Бардан із Kotaku також відзначила графічні покращення, але заявила, що вони не настільки помітні, як у ремейку Demon's Souls (2020) від Bluepoint Games. Лейн із The Guardian зазначив, що розробниками вдалося зберегти естетичні якості та атмосферу оригіналу, водночас уникаючи використання характерних для сучасних ігор «прикрас», що зробило ремейк «напрочуд стриманим».
Ван Аллен із Destructoid зазначив, що деякі моменти сюжету стали драматичнішими й напруженішими, а персонажі «сяють по-новому» завдяки оновленим 3D-моделям. Стюарт із Game Informer похвалив оновлений дизайн ворогів та освітлення, яке він назвав зв'язувальним елементом поліпшеної візуальної складової. Паттерсон з EGM теж схвально відгукнулася щодо освітлення та дизайну ворогів, які тепер «краще нагадують мерзенних чудовиськ, якими вони й мають бути». Водночас вона висловила деяке розчарування щодо технічної складової, вважаючи, що гра не повною мірою використовує можливості консолей дев'ятого покоління. Ешворт із Game Revolution також був розчарований цим аспектом, включно з реалізацію згладжування, і написав про зниження роздільної здатності, що призводило до деякого розмиття зображення. Крофт із Push Square, який грав ремейк на PlayStation 5, заявив, що візуальне оформлення нагадує гру для PlayStation 4 та є аспектом ремейку, який розчаровує найбільше, тоді як у порівнянні з ремейком The Last of Us Part I (2022) від Naughty Dog оформлення виглядає «особливо посередньо». Він також зазначив зниження частоти кадрів та брак опції для її фіксації, і висловив розчарування в слабкій підтримці контролера DualSense. Кілька оглядачів заявили, що під час проходження зіткнулися з незначними технічними проблемами, як-от зависання та візуальні глітчі.
Деякі критики схвально відгукнулася стосовно оновленого звукового дизайну.

### Продажі
У Великій Британії Dead Space очолила тижневий чарт фізичних продажів у перші вихідні, маючи 80 % продажів версій для PlayStation 5, а решту — для Xbox Series X/S. Однак продажі ремейку виявились нижчими, ніж The Callisto Protocol, яка була створена деякими розробниками оригінальної Dead Space і випущена в грудні 2022 року, а також вважається її духовним наступником. У Європі загалом ремейк посів шосте місце серед ігор із найбільшою кількістю фізичних і цифрових продажів у січні. У Сполучених Штатах гра дебютувала другою після Call of Duty: Modern Warfare II (2022) серед ігор із найбільшою кількістю фізичних продажів у січні, перевершив The Callisto Protocol. У Канаді ремейк посів третє місце після Modern Warfare II та Fire Emblem Engage (2023) серед ігор із найбільшою кількістю фізичних і цифрових продажів у січні. Dead Space була другою і четвертою за кількістю завантажень грою для Play Station 5 у Північній Америці та Європі в січні відповідно, та опустилася на восьму й чотирнадцяту позначку в лютому.

### Нагороди
Dead Space була номінована на премію Golden Joystick Awards як найкраща гра 2023 року, а пізніше отримала номінацію за найкращий звуковий дизайн на The Game Awards. Вона також була відзначена номінаціями в категоріях «Найкращий ремейк» на New York Game Awards і «Бойовик року» на D.I.C.E. Awards. Dead Space потрапила до списків найкращих ігор 2023 року від видань Time (6-те місце), Mashable (7-ме місце), NME (8-ме місце), PCGamesN (9-те місце), Den of Geek (10-те місце) та кількох інших.
| Нагорода               | Дата              | Категорія                 | Результат | Прим.           |
| ---------------------- | ----------------- | ------------------------- | --------- | --------------- |
| D.I.C.E. Awards        | 15 лютого 2024    | Бойовик року              | Номінація | [ 129 ]         |
| The Game Awards        | 7 грудня 2023     | Найкращий звуковий дизайн | Номінація | [ 126 ]         |
| Golden Joystick Awards | 20 листопада 2023 | Найкраща гра року         | Номінація | [ 125 ]         |
| Golden Joystick Awards | 20 листопада 2023 | Гра року для Xbox         | Номінація | [ 125 ]         |
| New York Game Awards   | 23 січня 2024     | Найкращий ремейк          | Номінація | [ 127 ] [ 128 ] |